# Biarne
Biarne és un municipi francès situat al departament del Jura i a la regió de Borgonya - Franc Comtat. L'any 2007 tenia 364 habitants.

## Demografia

### Població
El 2007 la població de fet de Biarne era de 364 persones. Hi havia 152 famílies de les quals 36 eren unipersonals (28 homes vivint sols i 8 dones vivint soles), 60 parelles sense fills, 40 parelles amb fills i 16 famílies monoparentals amb fills.
La població ha evolucionat segons el següent gràfic:
Habitants censats

### Habitatges
El 2007 hi havia 166 habitatges, 155 eren l'habitatge principal de la família, 8 eren segones residències i 3 estaven desocupats. 150 eren cases i 15 eren apartaments. Dels 155 habitatges principals, 125 estaven ocupats pels seus propietaris, 26 estaven llogats i ocupats pels llogaters i 4 estaven cedits a títol gratuït; 2 tenien una cambra, 23 en tenien tres, 36 en tenien quatre i 94 en tenien cinc o més. 129 habitatges disposaven pel capbaix d'una plaça de pàrquing. A 62 habitatges hi havia un automòbil i a 82 n'hi havia dos o més.

### Piràmide de població
La piràmide de població per edats i sexe el 2009 era:
| Homes | Edats   | Dones |
| ----- | ------- | ----- |
| 0     | 95 o +  | 0     |
| 0     | 90 a 94 | 0     |
| 4     | 85 a 89 | 4     |
| 0     | 80 a 84 | 8     |
| 0     | 75 a 79 | 4     |
| 0     | 70 a 74 | 4     |
| 4     | 65 a 69 | 0     |
| 8     | 60 a 64 | 12    |
| 0     | 55 a 59 | 4     |
| 12    | 50 a 54 | 12    |
| 8     | 45 a 49 | 12    |
| 28    | 40 a 44 | 8     |
| 20    | 35 a 39 | 28    |
| 4     | 30 a 34 | 12    |
| 24    | 25 a 29 | 4     |
| 8     | 20 a 24 | 20    |
| 28    | 15 a 19 | 12    |
| 36    | 10 a 14 | 24    |
| 16    | 5 a 9   | 16    |
| 12    | 0 a 4   | 4     |

## Economia
El 2007 la població en edat de treballar era de 250 persones, 194 eren actives i 56 eren inactives. De les 194 persones actives 178 estaven ocupades (93 homes i 85 dones) i 16 estaven aturades (10 homes i 6 dones). De les 56 persones inactives 28 estaven jubilades, 19 estaven estudiant i 9 estaven classificades com a «altres inactius».

### Ingressos
El 2009 a Biarne hi havia 155 unitats fiscals que integraven 378 persones, la mediana anual d'ingressos fiscals per persona era de 19.524 €.

### Activitats econòmiques
Dels 5 establiments que hi havia el 2007, 1 era d'una empresa de fabricació d'altres productes industrials, 1 d'una empresa de comerç i reparació d'automòbils, 1 d'una empresa de transport, 1 d'una empresa de serveis i 1 d'una empresa classificada com a «altres activitats de serveis».
Dels 2 establiments de servei als particulars que hi havia el 2009, 1 era un paleta i 1 perruqueria.
L'any 2000 a Biarne hi havia 3 explotacions agrícoles.

## Equipaments sanitaris i escolars
El 2009 hi havia una escola elemental integrada dins d'un grup escolar amb les comunes properes formant una escola dispersa.

## Poblacions més properes
El següent diagrama mostra les poblacions més properes.